# Gare de Misserghin
La gare de Misserghin est une gare ferroviaire algérienne située sur le territoire de la commune de Misserghin, dans la wilaya d'Oran.

## Situation ferroviaire
La gare se situe sur la ligne d'Es Senia à Béni Saf où elle précédée de la gare de Haï El Ksab et suivie de celle de Boutlélis.
| \| Oran Es Senia Oued Tlelat Arzew Misserghin \| Localisation de la gare de Misserghin dans la wilaya d'Oran. |
| Oran Es Senia Oued Tlelat Arzew Misserghin                                                                    |

## Service des voyageurs

### Dessertes
La gare de Misserghin est desservie par les trains régionaux de la liaison Oran - Béni Saf.